# Secamone brevipes
Secamone brevipes là một loài thực vật có hoa trong họ La bố ma. Loài này được (Benth.) Klack. mô tả khoa học đầu tiên năm 2001.